# Botanisk Have, Århus

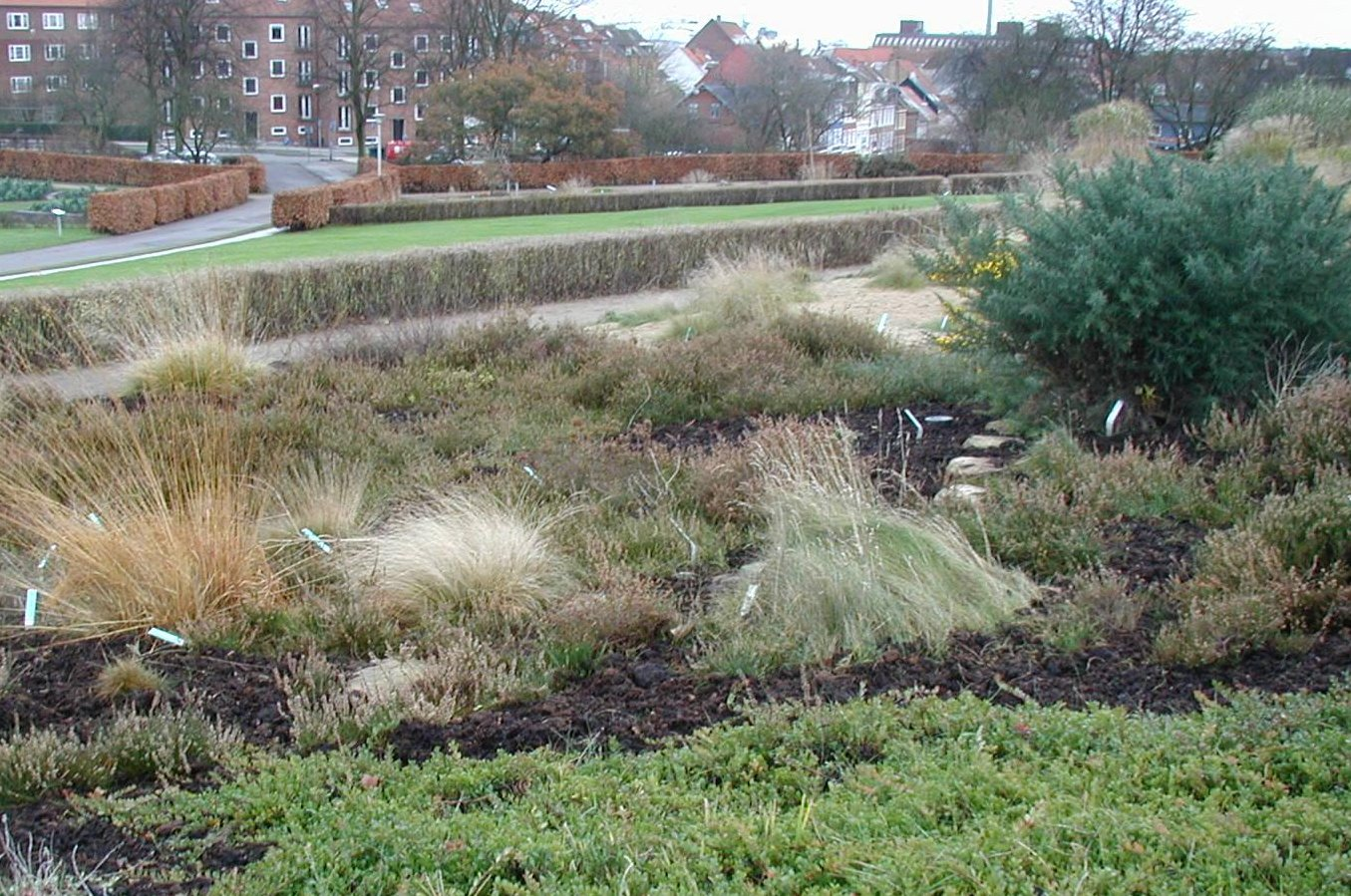
Botanisk have i Århus. Den sydostliga sluttningen med biotopplanteringarna. I förgrunden hedväxter.

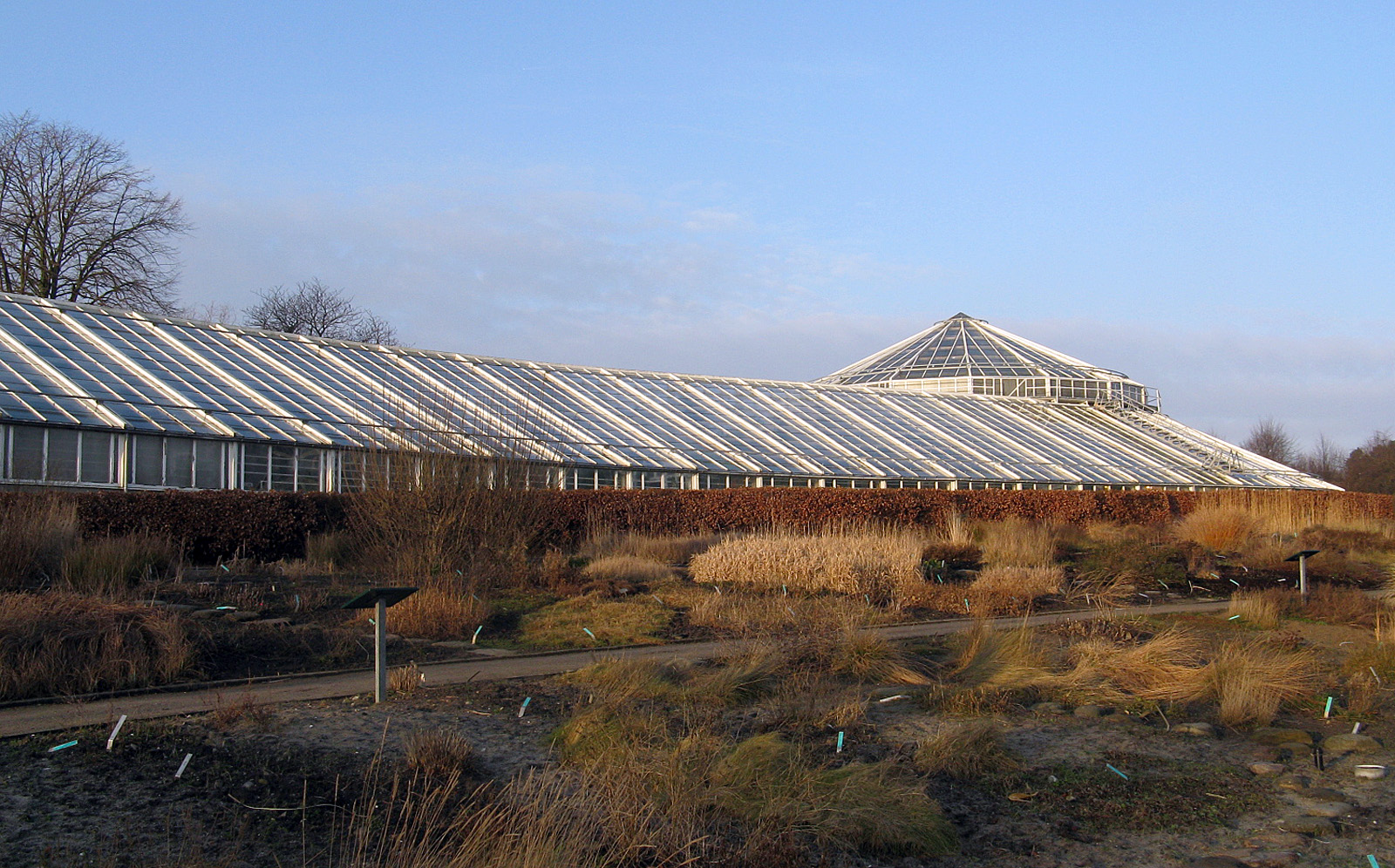
Växthuset i Botanisk Have, Århus.

Botanisk Have i Århus är en park och botanisk trädgård som tillhör Århus kommun i Danmark och fungerar som rekreationsområde med fritt inträde.
Trädgården ligger i omedelbar anslutning till friluftsmuseet Den Gamle By i Århus, i området mellan Vestre Ringgade, Hjortensgade, Møllegade, Mønsgade och Eugen Warmings vej och är på cirka 16,5 ha (exklusive Den Gamle By på 5 ha). 

## Historia
Botanisk Have anlades 1875 då Århus stad hyrde ut ett 4,5 ha stort område till ett nybildat trädgårdssällskap, senare känt som  Det Jydske Haveselskab ("Jyllands trädgårdssällskap"). 1911 övertog staden driften av området som efterhand utökats.

## Trädgårdens uppbyggnad
- Danska växtsamhällen
- Klängväxter
- Rosenträdgården
- Tematrädgården
- Prydnadsgräs, liljor och skuggtåliga växter
- Rhododendron och hedmarksväxter
- Poppelplatsen

Därtill kommer ett växthus som ägs av Århus universitet och är en del av Steno Museet, med olika växtgrupper och ståndorter. Universitetet står sedan 2012 även för driften av avdelningarna för danska växtsamhällen och stenpartiet.
Århus kommun ansåg 2012 tre av avdelningarna vara för kostnadskrävande och beslutade att lägga ner dem. En frivilligorganisation, Botanisk Haves Venner, övertog då skötseln av dessa.